# Potéouatamis

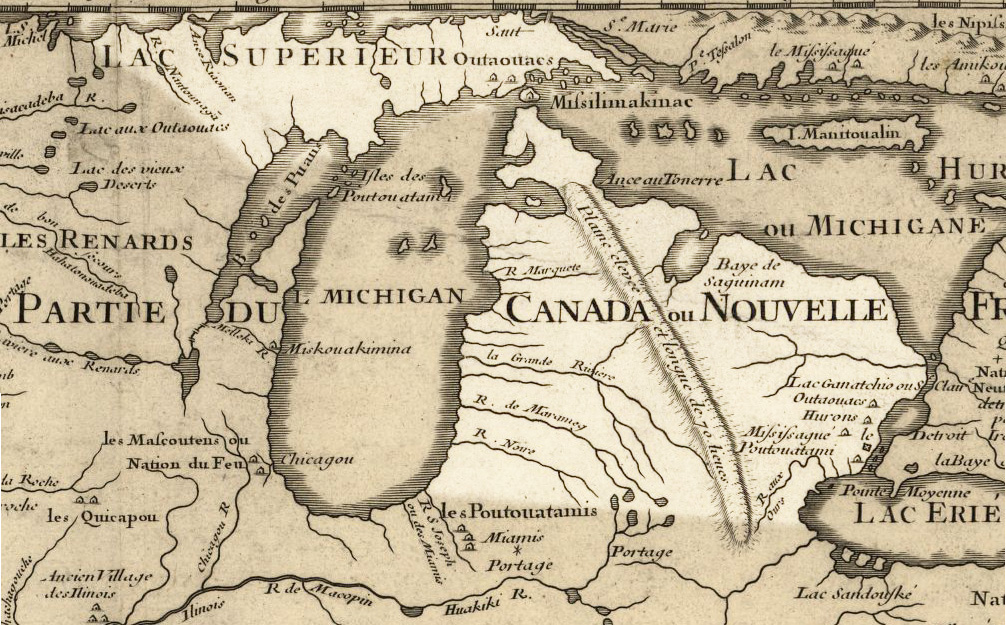
Carte de la région du Michigan et des Potéouatamis à l'époque de la Nouvelle-France par Guillaume Delisle (1718).

Les Potéouatamis (aussi écrit Poutouatamis, Pottawatomie ou Pottawatami, en anglais Potawatomis) sont un peuple autochtone de la région du haut Mississippi. Ils parlent le potawatomi qui fait partie de la famille des langues algonquiennes. En langue potéouatami, ils se nomment eux-mêmes Bodéwadmi, un nom qui signifie « ceux qui gardent le feu » et qui fut attribué à leurs cousins Anishinaabe ; bien que ces derniers se nommassent eux-mêmes Neshnabé, qui est apparenté au mot anishinaabe.
Les Potéouatamis faisaient partie de l'alliance entre les Ojibwés et les Outaouais, appelée Conseil des Trois Feux. Au Conseil des Trois Feux, les Potawatomis étaient considérés comme les « plus jeunes Frères ».

## Communautés
Il y a  plusieurs communautés actives de Potéouatamis :
- (en) Citizen Potawatomi nation, Oklahoma
- (en) Forest County Potawatomi Community, Wisconsin
- (en) Match-E-Be-Nash-She-Wish Band de Pottawatomi (auparavant connue sous le nom de tribu Gun Lake), basée à Dorr dans le Michigan (comté d'Allegan)
- (en) Hannahville Indian Community, Michigan
- (en) Moose Deer Point First Nation, Ontario, Canada
- (en) Nottawaseppi Huron Band of Potawatomi, basée dans le comté de Calhoun, Michigan
- (en) Pokagon Band, Michigan et Indiana
- (en) Prairie Band Potawatomi, Kansas
- (en) Stoney Point et Kettle Point bands, Ontario, Canada
- (en) Walpole Island band; une île entre les États-Unis et le Canada